# Bouabid Bouden
Bouabid Bouden (1 de fevereiro de 1982) é um futebolista profissional marroquino que atua como meia.

## Carreira
Bouabid Bouden representou a Seleção Marroquina de Futebol nas Olimpíadas de 2004.